# Балаир (Свердловская область)
Балаир — село в Талицком городском округе Свердловской области России.

## Географическое положение
Село Балаир расположено на расстоянии 25 километров (по дорогам в 34 километрах) к северо-востоку от города Талицы, на правом берегу реки Балаир (левого притока реки Пышмы). В окрестностях села расположен пруд.

## Спасская церковь
В 1836 году была заложена каменная трёхпрестольная церковь, правый придел которой был освящён в честь Казанской иконы Пресвятой Богородицы в 1844 году. Левый придел был освящён во имя святых Василия Великого, Григория Богослова и Иоанна Златоустого в 1852 году. Главный храм был освящён в честь Происхождения честных древ Животворящего Креста Господня в 1867 году. Церковь была закрыта в 1930-е годы и впоследствии снесена.

## Население
| 2002 | 2010 | 2021 |
| ---- | ---- | ---- |
| 224  | ↘155 | ↘107 |